# Герб Березанки
Герб Березанки затверджений рішенням чергової XIV сесії VII скликання від 14.12.2016 № 6.

## Опис
У синьому полі стилізований золотий рослинний орнамент із симетрично сплетених, відносно центру щита, трьох грон винограду із листям і двох стиглих пшеничних колосків такого ж кольору зі стеблами.
Всередині орнаменту прямокутний віконний отвір із конусоподібним верхом обрамований стрільчастою коробкою срібного кольору, в якому на червоному полі золотий сигль «Б» готичного шрифту.

## Значення символіки
Основним символом на гербі є стилізований орнамент сплетений із виноградної лози із гронами і стиглих пшеничних колосків. Виноградна лоза із гронами символ життєвої ниви, радості і краси селянської праці. Виноград вважається символом родючості, виноградною лозою прикрашали весільні хліби. 
Виноград символізує осідлий спосіб життя, домашній затишок і забезпечене життя. Три грони нагадують три найменування поселення в минулому -  Олександрфельд, Суворове і сучасну назву Березанка.
Пшеничні колоски - символ краси життя, добробуту, тілесного і духовного багатства. Стиглі колоски символізують достаток і розквіт. 
Стрільчастий віконний отвір і готичний сигль «Б» підкреслюють національний стиль перших поселенців - німецьких переселенців, які оселившись у південних степах, організували колонію Олександрфельд (з нім. Олександрове поле). Мешканці поселення займалися споконвічною сільською працею, вирощували зерно і збирали врожаї винограду для життя. 
Відкрите вікно означає гостинність,червоний колір нагадує про виробництво в минулому червоної черепиці та цегли мешканцями поселення для розбудови життя. Сигль «Б» є промовистим символом і означає першу літеру в найменуванні селища.
Синій колір нагадує про місцеву річку Сасик, а також уособлює вірність та чесність. Золотий колір геральдично символізує багатство, знатність та постійність.
Геральдичний щит напівкруглої форми має співвідношення сторін 5:6. Щит обрамований стилізованим бароковим картушем золотого кольору у національному українському стилі і увінчаний срібною мурованою короною із трьома зубцями, що означає для Березини статус селища міського типу. 
Внизу картуш опирається на золоту хвилясту стрічку, яка підбита синім кольором. На стрічці напис синім кольором БЕРЕЗАНКА. З обох сторін стрічка обтяжена по одній китиці червоної калини із зеленим листям.